# Уркия, Лесбия
Лесбия Янет Уркия (исп. Lesbia Yaneth Urquía, 1967 — 2016) — гондурасская правозащитница. Была сторонницей защиты окружающей среды.

## Биография
Лесбия Уркия была лидером Совета народных и коренных организаций Гондураса (COPINH), той самой организации, в которой состояла Берта Касерес. Уркия выступала против приватизации рек, потому что они отводятся и перестают давать воду коренным общинам. Кроме того, дамбы на этих территориях способствуют вырубке лесов компаниями и влияют на флору и фауну этих земель. Она боролась против строительства дамбы гидроэлектростанции международных инвесторов в Ла-Пасе. Ленки считали, что дамбы повлияют на их доступ к воде, пище и медицинским средствам, поэтому их традиционный образ жизни будет под угрозой. Строительство этой дамбы привело к тому, что река Гуалькарке прекратила снабжение их водой.
6 июля 2016 года представители властей нашли тело Уркии в городе Маркала, близ полигона Мата-Мула. Её поразили в голову двое убийц с мачете. Совет возложил ответственность за её смерть на правительство, в частности, на президента Национальной партии и её мужа.
У Уркии было трое детей, на момент смерти ей было 49 лет.